# Cupa Basarabiei 1941-1942
Cupa Basarabiei a fost o întrecere de fotbal, organizată în România în anul 1941, după ce Regatul României a intrat în război de partea Axei, preluând din nou controlul asupra Bucovinei de Nord, Basarabiei și Ținutului Herța. Sezonul 1941-1942 al Diviziei A (azi Liga I) este considerat neoficial de către FRF.

## Istoric
După intrarea țării în război, Federația Română de Fotbal a suspendat campionatul în curs și l-a înlocuit cu un „campionat de război”, competiție dotată cu Cupa Basarabia, un trofeu oferit de Ziarul Universul.
În toamna anului 1941 s-au aliniat la startul competiției 66 de cluburi, organizate în 10 grupe regionale, primele clasate participând apoi la turneul final eliminatoriu. Cele 10 grupe s-au desfășurat după sistemul tur-retur în perioada septembrie 1941-aprilie 1942.
S-au calificat echipele: UD Reșița (seria I), Mica Brad (seria a II-a), FC Craiova, CFR Turnu Severin (seria a III-a), Jiul Petroșani (seria a IV-a), Universitatea Cluj-Sibiu (seria a V-a), Arieșul Turda (seria a VI-a), ACFR Brașov (seria a VII-a), Astra Română Moreni, FC Ploiești (seria a VIII-a), Gloria CFR Galați, FC Brăila (seria a IX-a), Rapid București, Unirea Tricolor București și Juventus București (seria a X-a).

## Turneul final
Optimi
| Data     | Echipa gazdă              | Scor | Echipa oaspete           |
| -------- | ------------------------- | ---- | ------------------------ |
| 14.05.42 | FC Ploiești               | 4-2  | ACFR Brașov              |
| 14.05.42 | Arieșul Turda             | 1-9  | Universitatea Cluj-Sibiu |
| 14.05.42 | Astra Română Moreni       | 1-2  | Juventus București       |
| 17.05.42 | Unirea Tricolor București | 2-1  | Gloria CFR Galați        |
| 17.05.42 | UD Reșița                 | 0-1  | CFR Turnu Severin        |
| 17.05.42 | FC Brăila                 | 3-4  | Rapid București          |

Meciurile Jiul Petroșani-Mica Brad și FC Craiova-Gloria CFR Galați au fost câștigate de echipele gazdă cu 3-0 din cauza neprezentării oaspeților.
Sferturi
| Data     | Echipa gazdă             | Scor | Echipa oaspete            |
| -------- | ------------------------ | ---- | ------------------------- |
| 30.05.42 | Juventus București       | 3-2  | FC Ploiești               |
| 30.05.42 | Rapid București          | 2-0  | Unirea Tricolor București |
| 30.05.42 | Universitatea Cluj-Sibiu | 2-1  | FC Craiova                |

Meciul dintre CFR Turnu Severin și Jiul Petroșani a fost câștigat de către severineni cu 3-0 din cauza neprezentării oaspeților.
Semifinale
| Data     | Echipa gazdă       | Scor                          | Echipa oaspete           |
| -------- | ------------------ | ----------------------------- | ------------------------ |
| 07.06.42 | Juventus București | 0-0 (s-au calificat oaspeții) | CFR Turnu Severin        |
| 07.06.42 | Rapid București    | 2-0                           | Universitatea Cluj-Sibiu |

Finala
| FC Rapid București                        | 2 - 1 | CFR Turnu Severin |
| ----------------------------------------- | ----- | ----------------- |
| Radu Florian 11 (pen.)' Iuliu Baratky 21' |       | 78' Felecan II    |

| RAPID BUCUREȘTI: |                    |
|                  |                    |
| P                | Robert Sadowski    |
| F                | Remus Ghiurițan    |
| F                | Ioachim Moldoveanu |
| M                | Ioan Costea        |
| M                | Gheorghe Rășinaru  |
| M                | Ioan Wetzer        |
| A                | Vilim Sipos        |
| A                | Radu Florian       |
| A                | Iuliu Baratky      |
| A                | Dan Gavrilescu     |
| A                | Ioan Bogdan        |

| CFR TURNU SEVERIN: |                   |
|                    |                   |
| P                  | Dumitru Pavlovici |
| F                  | Ștefan Ionescu    |
| F                  | Nicolae Luca      |
| M                  | S. Mureșan        |
| M                  | Ioan Pârjol       |
| M                  | Rusalin Marcu     |
| A                  | Mircea Biolan     |
| A                  | Iosif Cosma       |
| A                  | Richard Ludwig    |
| A                  | Teodor Felecan II |
| A                  | Ioan Giumanca     |

## Controversă
Atât documentele Federației, cât și presa vremii tratează această competiție ca fiind una - oficială, la care, ce-i drept, participarea nu era obligatorie (date fiind condițiile speciale de război).
Iată ce scria Gazeta Sporturilor din 8 septembrie 1941:
```
“Începe disputarea match-urilor pentru Cupa Basarabiei. Activitatea footbalistică a început să-și reia cursul normal. Atât în provincie cât și în Capitală se joacă azi match-uri oficiale”
```

Daniel Niculae spune că Rapid va încerca[...] îmbogățirea palmaresului cu titlurile din 1942 și 1944, din perioada celui de-al Doilea Război Mondial.
```
"[...] Noi mai avem două campionate care nu ne-au fost recunoscute, pentru că s-au câștigat pe perioadă de război. În viitor vom trimite o scrisoare către FRF pentru că ne-am dori să fie recunoscute aceste titluri"
```

Până în prezent (martie 2023) FRF consideră campionatele dintre 1942-44 ca neoficiale.

## Vezi  și
- Cupa României 1941-1942
- Cupa Eroilor 1941-1942